# Blanka af Navarra, dronning af Frankrig
Blanka af Navarra (fransk: Blanche d'Évreux; ca. 1331 – 5. oktober 1398), var en fransk prinsesse og infanta af Navarra som medlem af Huset Évreux (en sidegren af Huset Capet ) og gennem sit ægteskab dronning af Frankrig fra 29. januar til 22. august 1350.
Blanka d'Évreux skulle oprindeligt giftes med Johan, hertug af Normandiet, og arving efter Frankrigs trone, hvis første hustru netop var død af Den sorte død, men hun endte med at blive gift med hans far, kong Filip 6. af Frankrig. Kun få måneder efter deres bryllup døde den franske monark uventet, og Blanka var nu enke.
Efter i 1351 at have født en posthum datter, nægtede Blanka at gifte sig igen med kong Peter af Kastilien og trak sig tilbage til de store landområder, der var blevet bevilget af hendes afdøde husbond. På trods af hendes enkestilling spillede hun en vigtig rolle i 1354, da hun forsøgte at forsone sin bror kong Karl 2. af Navarra med kong Johan 2. af Frankrig. I 1389 organiserede hun kroningen af Isabella af Bayern, hustru til kong Karl 6. af Frankrig.

## Liv
Blanka blev født omkring 1331 som det fjerde (men tredje overlevende) barn og tredje datter af kong Filip 3. og dronning Johanne 2. af Navarra. På begge forældres side tilhørte hun Huset Capet: Hendes bedsteforældre på faderens side var Ludvig, greve af Évreux ( den yngste søn af kong Filip 3. af Frankrig) og Margrete af Artois, og hendes bedsteforældre på moderens side var kong Ludvig 10. af Frankrig (også konge af Navarra som Ludvig 1.) og hans første hustru Margrete af Burgund.
Ligesom sine brødre og søstre blev Blanka meget tidligt en brik i den ægteskabelige alliancepolitik, der blev ført af hendes forældre. Således blev hun den 19. august 1335 forlovet med Andreas, eneste søn og arving til dauphin Humbert 2. af Viennois, men alliancen blev opgivet efter hendes forlovedes for tidlige død to måneder senere. Den 15. marts 1340 blev der undertegnet en ægteskabskontrakt mellem Blanka og Ludvig af Male, eneste søn og arving til Ludvig 1., greve af Flandern, der sørgede for betalingen af en medgift på 50.000 livres for infantaen af Navarra. Men igen blev kontrakten annulleret den 6. juni 1347 pga. ægteskabet mellem Ludvig af Male og Margrete, datter af Johan 3., hertug af Brabant. Endelig den 1. juli 1345, mens hun stadig officielt var forlovet med arvingen af Flandern, blev der udfærdiget en ægteskabskontrakt mellem Blanka og Peter, søn og arving til kong Alfons 11. af Kastilien, der dog næsten øjeblikkeligt blev opgivet af Kastiliens hof til fordel for et ægteskab med Johanne, datter af kong Edvard 3. af England.

## Dronning
Den 29. januar 1350 i Brie-Comte-Robert ægtede Blanka kong Filip 6. af Frankrig, der var fyrre år ældre en hende. Oprindeligt var det meningen, at hun skulle have giftet sig med Johan, hertug af Normandiet og arving til Frankrigs trone, men da hun blev betragtet som en af sin tids smukkeste prinsesser, hvilket forklarer hendes øgenavn "Smuk visdom" (fransk: Belle Sagesse), blev kong Filip 6. så betaget af hendes skønhed, at han besluttede sig i stedet for selv at gifte sig med hende, mens hertugen af Normandiet blev gift med Blankas kusine Johanne 1., grevinde af Auvergne. Som krønikeskriveren Jean Le Bel fortæller:
På grund af Den sorte død, der spredtes rundt i hele riget, blev den nye dronning af Frankrig ikke kronet efter vielsesceremonien. Blankas ægteskab med kong Filip 6. kom kun til at vare seks måneder, da han pludselig døde den 22. august 1350, ifølge nogle krønikeskrivere, af udmattelse efter konstant at have opfyldt sine ægteskabelige pligter. Nu enke fødte Blanka ni måneder senere, i maj 1351, sin afdøde mands datter Johanne.
Efter at meddelelsen om kong Filip 6.'s død var kommet overvejede pave Clemens 6. atter at gifte Blanka med hendes tidligere forlovede, kong Peter af Kastilien, for at styrke forbindelserne mellem kongedømmerne Kastilien og Frankrig. Efter at have diskuteret det med Gil Álvarez Carrillo de Albornoz, ærkebiskop af Toledo og Pedro, ærkebiskop af Santiago de Compostela, skrev paven den 5. oktober 1350 om dette emne til Blankas bror, kong Karl 2. af Navarra, som havde fremmet hendes ægteskab med Filip 6. et par måneder før. Ægteskabsplanen blev midlertidigt sat i bero på grund af Blankas graviditet, men paven var insisterende, og fremsatte forslaget igen efter at hun havde født. Hun nægtede dog at overveje et andet ægteskab, og det siges endda at hun skulle have erklæret: "Dronningerne af Frankrig gifter sig ikke igen" (fransk: Les reines de France ne se remarient point). I stædighed skrev paven i marts 1352 til Johanne af Évreux, Blankas faster og samtidig enkedronning af France, for at få Blanka til at skifte mening, men Filip 6.'s enke afviste resolut pavens forslag.

## Enkedronning
Som enke trak Blanka sig tilbage til Neaufles-Saint-Martin, der ligger nær Gisors, som hendes mand havde givet hende som hendes enkesæde. Hun dedikerede sig til sin datter Johannes uddannelse. Datterens ægteskabskontrakt med Infante Johan, hertug af Girona, søn og arving til kong Peter 4. af Aragonien blev underskrevet den 16. juli 1370. Desværre døde prinsessen den 16. september 1371 i Béziers på vej til Perpignan for at fejre sit bryllup. Blankas tilbagetrækning forhindrede hende i midlertidig ikke at vende tilbage til kong Johan 2.'s hof, hvor hun forsøgte at knytte et tættere bånd mellem kongen af Frankrig og hendes bror kong, Karl 2. af Navarra. Efter mordet på Charles de la Cerda den 8. januar 1354 overtalte hun den franske monark til at underskrive Mantes -traktaten med kongen af Navarra den 22. februar samme år.
Blankas tilstedeværelse var indflydelsesrig under kong Karl 6. af Frankrigs styre. Den 2. oktober 1380 tog hun del i proklamationen om afslutningen på den unge konges formynderskab i Palais de la Cité i Paris, og den 18. juli 1385 bød hun hans nye hustru Isabella af Bayern velkommen i Creil, og hun fik til opgave at undervise den nye dronning i det franske hofs traditioner og etikette. Den 22. august 1389 organiserede hun dronning Isabellas indtog i Paris, der gik forud for hendes kroning dagen efter. Under kroningsceremonien i Notre Dame katedralen i Paris holdt Blanka Karl 6. selskab sammen med hendes kusine prinsesse Blanka af Frankrig, hertuginde af Orleans, yngste datter af kong Karl 4. af Frankrig og Johanne af Évreux. Efter denne ceremoni trak Blanka sig tilbage til Neaufles-Saint-Martin og døde den 5. oktober 1398 i en alder af 67 år. Hun blev begravet i den kongelige gravsæde i Saint-Denis basilikaen ved siden af sin datter. Hendes grav blev, ligesom mange andre kongelige, skændet den 17. oktober 1793 af revolutionære oprørere.

## I litteraturen
Blanka de Navarre er en mindre karakter i den historiske serie "De Usalige Konger" ( fransk: Les Rois maudits) af Maurice Druon. Hun optræder i syvende og sidste bind med titlen Quand un Roi perd la France (endnu ikke oversat til dansk).

### Generelt
- Autrand, Françoise (1986). Charles VI - la folie du roi (fransk). Paris: Fayard. ISBN 978-2213017037.
- Cazelles, Raymond (1958). La Société politique et la crise de la royauté sous Philippe de Valois (fransk). Paris: D'Argences: Bibliothèque elzévirienne. Nouvelle série. Études et documents.
- Daumet, Georges (1898).  E. Bouillon (red.). Étude sur l'alliance de la France et de la Castille aux XIV et au XV siècles (fransk). Paris.
- Surget, Marie-Laure (2008). "Mariage et pouvoir: réflexion sur le rôle de l'alliance dans les relations entre les Évreux-Navarre et les Valois au XIV siècle (1325-1376)". Annales de Normandie (fransk). 58 (1-2): 25-56. doi:10.3406/annor.2008.6192.
- Surget, Marie-Laure (2010). "La fratrie, un ménage de remplacement? Les solidarités familiales privées chez les Enfants de Navarre dans la France du XIV siècle". Revue historique de droit français et étranger (fransk). 88 (4): 499-522. JSTOR 43852592.

### Biografiske studier
- Bearne, Catherine (1898). Lives and times of the early Valois queens: Jeanne de Bourgogne, Blanche de Navarre, Jeanne d'Auvergne et de Boulogne. New York: Dutton. OL 24337186M.
- Lesort, André (1948). "La reine Blanche dans le Vexin et le Pays de Bray (1359-1398)". Mémoires de la Société historique et archéologique de l'arrondissement de Pontoise et du Vexin (fransk). 54: 35-67.
- Lesort, André (1954). "La reine Blanche dans le Vexin et le Pays de Bray (1359-1398)". Mémoires de la Société historique et archéologique de l'arrondissement de Pontoise et du Vexin (fransk). 55: 9-88.
- Mollat, Guillaume (1959). "Clément VI et Blanche de Navarre, reine de France". Mélanges d'archéologie et d'histoire (fransk). 71 (1): 377-380. doi:10.3406/mefr.1959.7456.
- Narbona Cárceles, María (2001).  Martin Aurell (red.). La "Discreción hermosa": Blanca de Navarra, reina de Francia (1331?-1398). Una dama al servicio de su linaje. La Dama en la corte bajomedieval (spansk). s. 77-118. ISBN 84-313-1878-3.

### Testamente og materiel kultur
- Delisle, Léopold (1885). Testament de Blanche de Navarre, reine de France (fransk). Paris: Société de l'histoire de Paris.
  - First publication: Delisle, Léopold (1885). "Testament de Blanche de Navarre, reine de France". Mémoires de l'Histoire de Paris et de l'Île-de-France (fransk). 12: 1-64.
- Erlande-Brandenburg, Alain (2005).  Jean Guillaume (red.). Les Tombes royales et princières françaises aux XIV et au XV siècles - Demeures d'éternité, églises et chapelles funéraires aux XV et XVI siècles. Actes du colloque tenu à Tours du 11 au 14 juin 1996 (fransk). Paris: Picard. s. 9-18. Arkiveret fra originalen 18. oktober 2021. Hentet 18. oktober 2021. — About the founding by Blanche de Navarre of a funeral chapel in the abbey church at the Basilica of St Denis.
- Keane, Marguerite (2008). "Most Beautiful and Next Best: Value in the Collection of a Medieval Queen". Journal of Medieval History. 34 (4): 360-373. doi:10.1016/j.jmedhist.2008.09.007. ISSN 0304-4181. S2CID 159609954.
- Keane, Marguerite (2016). Material Culture and Queenship in 14th-century France – The Testament of Blanche of Navarre (1331-1398). Leiden: Brill. doi:10.1163/9789004318830. ISBN 978-90-04-24836-6. Arkiveret fra originalen 4. januar 2018. Hentet 18. oktober 2021.
- Sauvage, Eugène (1885). Le testament de Blanche de Navarre, reine de France, et le diocèse de Rouen (fransk). Rouen: Impr. de Mégard.